# 大原まり子
大原 まり子（おおはら まりこ、1959年3月20日 -）は、日本の小説家、SF作家。大阪府出身。聖心女子大学文学部心理学科卒。夫はSF作家の岬兄悟。神林長平とともに「SF作家第三世代」を代表する作家。

## 活動
デビュー以降、旺盛な執筆で女流のみならず日本のSF全体を牽引した。処女単行本は本格SFの背景を持った連作短編集であり、中島梓に賞賛された。その後同一の世界観を元にした作品がいくつか書かれた。本格SFの各シリーズを中心に、ジュブナイルや恋愛小説的な作品、ゲームやラジオドラマの原作、書評など幅広く活動。岡崎京子の漫画原作も担当した。英訳による日本文学のアンソロジー『Monkey Brain Sushi』には村上春樹、橋本治、高橋源一郎らの作品とともに短編『Girl（原題: 少女）』が収録された。代表作に『ハイブリッド・チャイルド』『戦争を演じた神々たち』などがある。
映画監督押井守のファンで、1番好きな作品に『うる星やつら2 ビューティフル・ドリーマー』を挙げている。
2001年の『超・恋・愛　恋愛短編集』を最後に単著は発表されていないが、2009年のインタビューにおいて「学習し成長する少女ロボットの話を書いています。（略）ただ、この作品は、ロボットが関与することで解決するミステリ＋少しオカルトという、ジャンルミックスの作品になりそうです」と語っていた。

## 略歴
- 1980年、『一人で歩いていった猫』が第6回ハヤカワ・SFコンテストに佳作入選し、デビュー。同期には火浦功がいる。
- 1981年、聖心女子大学文学部心理学科卒。
- 1991年、『ハイブリッド・チャイルド』で第22回星雲賞日本長編部門受賞。
- 1994年、『戦争を演じた神々たち』で第15回日本SF大賞受賞[3]。
- 1995年、自らのウェブサイトを開設。
- 1996年、岬兄悟との共編のオリジナル・アンソロジー「SFバカ本」シリーズを刊行開始（2007年まで）
- 1998年、『インデペンデンス・デイ・イン・オオサカ（愛はなくとも資本主義）』で第29回星雲賞日本短編部門受賞。
- 1999年9月 - 2001年9月、日本SF作家クラブ会長を務める。
- 2002年-2003年、読売新聞読書委員会委員をつとめた。

## 作品

### 小説
- 『一人で歩いていった猫』（1982年）ハヤカワ文庫
- 『地球物語』（1982年。火浦功・水見稜との共著。アニメ『地球物語 テレパス2500』原作）ハヤカワ文庫
- 『機械神アスラ』（1983年）早川書房
- 『銀河ネットワークで歌を歌ったクジラ』（1984年）ハヤカワ文庫
  - 表題作「銀河ネットワークで歌を歌ったクジラ」はとり・みきによって漫画化されている[4]。
- 『銀河郵便は“愛”を運ぶ』（1984年）徳間書店　のち文庫
- 『ミーカはミーカ　トラブル・メーカー』（1985年）集英社文庫コバルト
- 『処女少女マンガ家の念力』（1985年）角川ノベルズ　のち文庫、ハヤカワ文庫
- 『金色のミルクと白色（しろ）い時計』（1986年）角川文庫
- 『未来視たち』（1986年）ハヤカワ文庫
- 『石の刻シティ』（1986年）徳間書店　のち文庫
- 『青海豹（ブルーシール）の魔法の日曜日』（1987年）角川文庫
- 『イル&クラムジー物語』（1988年）徳間書店　のち文庫
- 『電視される都市　読切連作SFファンタジー』（1988年）双葉社　のち文庫
- 『スバル星人』（1988年）角川文庫
- 『物体Mはわたしの夢を見るか?』（1988年）ソノラマ文庫
- 『メンタル・フィメール　女性型精神構造保持者』（1988年）早川書房　のち文庫
- 『銀河郵便は三度ベルを鳴らす』（1988年）徳間書店、のち文庫
- 『やさしく殺して』（1990年）徳間書店
- 『ハイブリッド・チャイルド』（1990年）早川書房　のち文庫
- 『未来の恋の物語』（1991年）徳間書店
- 『エイリアン刑事（デカ）』上・下（1991年）ソノラマノベルス　のち文庫
- 『エイリアン刑事2』（1992年）ソノラマノベルス　のち文庫
- 『タイム・リーパー』（1993年）早川書房　のち文庫
- 『吸血鬼エフェメラ』（1993年）早川書房　のち文庫
- 『恐怖のカタチ』（1993年）朝日ソノラマ　のち文庫
- 『戦争を演じた神々たち』（1994年）アスペクト　のちハヤカワ文庫　　
  - 『戦争を演じた神々たちII』（1997年）アスキー・アスペクト　「戦争を演じた神々たち[全]」（2000年）ハヤカワ文庫
- 『オタクと三人の魔女』（1995年）徳間書店
- 『アルカイック・ステイツ』（1997年）早川書房　のち文庫
- 『みつめる女』（1999年）廣済堂文庫
- 『超・恋・愛　恋愛短編集』（2001年）光文社文庫

### エッセイ
- 『ネットワーカーへの道』（1994）ソフトバンク出版事業部

## アンソロジー（岬兄悟と共編）
- SFバカ本 大原 まり子, 梶尾 真治他 ジャストシステム  1996/7/1
- SFバカ本 白菜編 大場惑 , 梶尾真治他 ジャストシステム 1997/2/1
- SFバカ本 たいやき編 岡崎弘明 , 伏見憲明他 ジャストシステム 1997/11/1
- SFバカ本 たわし篇プラス 梶尾真治, 村田基 他 広済堂文庫 1998/9/1
- SFバカ本 (白菜篇プラス) 岬 兄悟、 大原 まり子 広済堂文庫 1998/12/1
- SFバカ本 だるま篇 岬 兄悟, 山下定他 広済堂文庫 1999/2/1
- SFバカ本―たいやき篇プラス 大原 まり子, 弾射音 他 広済堂文庫 1999/4/1
- SFバカ本 ペンギン篇 安達瑶 , かんべむさし他 広済堂文庫 1999/8/1
- 彗星パニック―SFバカ本 大原 まり子、 岬 兄悟 広済堂文庫 2000/1/1
- リモコン変化―SFバカ本 大原 まり子、 岬 兄悟 広済堂文庫 2000/2/1
- SFバカ本 黄金スパム篇 岬 兄悟、 大原 まり子 メディアファクトリー 2000/11/1
- SFバカ本 宇宙チャーハン篇 岬 兄悟、 大原 まり子 メディアファクトリー 2000/11/1
- SFバカ本 人類復活篇 大原 まり子、 岬 兄悟 メディアファクトリー 2001/8/1
- SFバカ本―天然パラダイス篇 大原 まり子、 岬 兄悟 メディアファクトリー 2001/11/1
- SFバカ本 電撃ボンバー篇 大原 まり子、 岬 兄悟 メディアファクトリー 2002/2/1
- 笑壺-SFバカ本ナンセンス集 岡本賢一 他 小学館文庫 2006/6/1 - 既刊からのセレクト集
- 笑劇―SFバカ本カタストロフィ集 岬 兄悟、 大原 まり子 小学館文庫 2006/12/1 - 既刊からのセレクト集
- 笑止 SFバカ本シュール集 岬 兄悟、 大原 まり子 小学館文庫 2007/6/6 - 既刊からのセレクト集

### アンソロジー（収録）
- 異形コレクション 侵略!（1998年2月、廣済堂文庫）　「不思議な聖子羊の美少女」
- 楽園追放 rewired サイバーパンクSF傑作選（2014年10月、ハヤカワ文庫、ISBN 978-4-15-031172-8） 「女性型精神構造保持者（メンタル・フイメール）」[5]

### その他
- 漫画『マジック・ポイント』原作（画・岡崎京子 / 1993年 祥伝社 / 初出『FEEL YOUNG』）
- ゲーム『ガイア幻想紀』脚本・監修（エニックス）
- ラジオドラマ『サイコサウンドマシン』原作（NHK-FM / 第35回ギャラクシー奨励賞）